# ماريو جيل فيرنانديز
ماريو جيل فيرنانديز (25 أبريل 1982 في البرتغال - ) هو لاعب كرة سلة برتغالي في مركز الهجوم خلفي. لعب مع نادي بنفيكا.

## وصلات خارجية
- ماريو جيل فيرنانديز على موقع الاتحاد الدولي لكرة السلة (الإنجليزية)
- ماريو جيل فيرنانديز على موقع كرة السلة الأوروبية.كوم (الإنجليزية)
- ماريو جيل فيرنانديز على موقع ريلجم (الإنجليزية)
- ماريو جيل فيرنانديز على موقع بروبوليرز (الإنجليزية)